# Віхровець
Віхровець (пол. Wichrowiec, нім. Wychrowitz, 1938-45: Hardichhausen) — село в Польщі, у гміні Яново Нідзицького повіту Вармінсько-Мазурського воєводства.
Населення — 118 осіб (2011).
У 1975-1998 роках село належало до Ольштинського воєводства.

## Демографія
Демографічна структура станом на 31 березня 2011 року:
|          | Загалом | Допрацездатний вік | Працездатний вік | Постпрацездатний вік |
| -------- | ------- | ------------------ | ---------------- | -------------------- |
| Чоловіки | 54      | 21                 | 30               | 3                    |
| Жінки    | 64      | 14                 | 37               | 13                   |
| Разом    | 118     | 35                 | 67               | 16                   |